# Arne Sørensen
Arne Sørensen (ur. 27 listopada 1917 w Kopenhadze, zm. 1 maja 1977 w Gentofte) – piłkarz duński grający na pozycji pomocnika. W swojej karierze rozegrał 30 meczów i strzelił 4 gole w reprezentacji Danii.

## Kariera klubowa
Swoją karierę piłkarską Sørensen rozpoczął w klubie Boldklubben 1903. W 1936 roku zadebiutował w nim w duńskiej lidze. W sezonie 1938/1939 wywalczył z nim mistrzostwo Danii. W 1940 roku odszedł do Boldklubben af 1893 i występował w nim do końca sezonu 1946/1947. Z B 1893 dwukrotnie został z nim mistrzem kraju w sezonach 1941/1942 i 1945/1946.
Latem 1947 roku Sørensen przeszedł do Stade Français. W sezonie 1948/1949 grał w FC Nancy, w którym zakończył karierę.

## Kariera reprezentacyjna
W reprezentacji Danii Sørensen zadebiutował 12 września 1937 roku w przegranym 1:3 towarzyskim meczu z Polską, rozegranym w Warszawie. W kadrze narodowej od 1937 do 1946 roku rozegrał 30 spotkań i zdobył 4 bramki.

## Kariera trenerska
Po zakończeniu kariery piłkarskiej Sørensen został trenerem. Prowadził takie kluby jak: Skovshoved IF, Akademisk BK, Esbjerg fB, Kjøbenhavns Boldklub i Hvidovre IF. Z Esbjergiem wywalczył mistrzostwo Danii w 1963 roku i zdobył Puchar Danii w 1964 roku. Z KB został mistrzem kraju w 1968 roku, a z Hvidovre – w 1973 roku.
W latach 1956–1961 Sørensen był selekcjonerem reprezentacji Danii. W 1960 roku doprowadził Danię do zdobycia srebrnego medalu na Igrzyskach Olimpijskich w Rzymie.